# Судармаджи, Суварте
Суварте Судармаджи (нидерл. Suvarte Soedarmadji; 6 декабря 1915—1979) — индонезийский футболист, нападающий.

## Биография
В 1938 году играл за индонезийский клуб «ХБС Сурабая».
Выступал за сборную Голландской Ост-Индии. В 1938 году главный тренер сборной Йоханнес Христоффел ван Мастенбрук вызвал Судармаджи на чемпионат мира, который проходил во Франции и стал первым мундиалем для Голландской Ост-Индии и Индонезии в истории. На турнире команда сыграла одну игру в рамках 1/8 финала, в котором она уступила будущему финалисту турнира Венгрии (0:6). Судармаджи принял участие в этом матче.